# Heterogeomys cherriei
Heterogeomys cherriei és una espècie de mamífer rosegador de la família dels geòmids. Viu a altituds de fins a 1.500 msnm a Costa Rica, Hondures i Nicaragua. Els seus hàbitats naturals són els boscos i els camps de conreu. És una espècie en risc mínim, és a dir, no sembla que hi hagi cap amenaça significativa per a la seva supervivència.